# Макки, Хорхе
Хорхе Макки (Jorge Macchi, род. 1963, Буэнос-Айрес, Аргентина) — современный аргентинский художник.

## Образование
- 1987 Национальная школа изобразительных искусств, Буэнос-Айрес

## Творчество
В своем творчестве Хорхе Макки исследует вопросы и предметы из повседневной жизни, их размытые, маргинальные и случайные аспекты, затрагивает вопросы судьбы, случая и насилия. Он создает произведения искусства, которые обладают своей собственной поэзией. В ясной и экспрессивной манере, и, одновременно, тонким выразительным языком, художник привлекает внимание зрителя к изменению контекста объектов, создавая неопределенность. Хорхе Макки часто сотрудничает с музыкантом Edgardo Rudnitzky. Вместе они создают произведения, в которых звук напрямую зависит от структуры работы, её трансформации во времени и пространстве.
Триптих Newsprint (недоступная ссылка)(2008) состоит из трех отпечатков разного формата (самый большой имеет размер 180 x 80 см, самый маленький — 60 x 80 см). Они были отсканированы из раздела спортивных новостей газет. На каждом — размытый образ футболиста, выхваченный из фотографии большего размера. Основное действие происходит вне выбранного фрагмента, лишая изображение первоначального смысла.
В напольной скульптуре Souvenir (недоступная ссылка) (2008), двадцать желтых коробок изображают солнечный свет, падающий из несуществующего окна галереи. Эфемерный свет превращен в конкретный материальный объект.
Shy (недоступная ссылка) (2008) — небольшая инсталляция из шести листов различного размера и качества, закрепленных на стене. Строки находятся за листами, прямо на стене. Таким образом, листы прячут своё содержание и поглощаются стеной.
Tiempo real (2007) — видео продолжительностью 24 часа. Произведение представляет собой анимацию, которая выглядит как электронные часы, только сделаны они из спичек. Каждая минута представлена изменением положения спичек. Время на этих электронных часах из спичек соответствует реальному времени в том месте, где находится галерея с выставленной работой.
Hotel (2007) — инсталляция, в которой светильник прикреплен к стене галереи, «освещая» её часть. В действительности, свет лампы выключен и то, что осталось, является воспоминанием о свете: постепенно исчезающий, по мере удаления от светильника, декоративный рисунок на стене.
В Liliput (2007) страны, вырезанные из карт мира, помещены случайным образом на белый лист бумаги, как будто они падают вниз как осенние листья. Это падение достигается расположением и масштабом стран в их репрезентации: относительные расстояния указаны в миллиметрах.

### Incidental music
Incidental music (1997) — инсталляция, состоящая из трех больших нотных листов на стене и наушников. Три больших нотных листа (230х150 см каждый) на расстоянии кажутся увеличенными копиями обычных нот. В действительности, нотные линии на них сделаны из новостей, вырезанных из газет. Новости рассказывают о несчастных случаях и убийствах, связанных с обычными людьми. Между разными новостями существует разрыв около 1 см длиной. Звуки музыкального сопровождения соответствует строчкам и пробелам (продолжительность звуков, например, зависит от расстояния между пробелами). Название произведения происходит от словосочетания «incidental music», которое означает музыкальное сопровождение, фоновую музыку в кино. Поскольку слово «incident» означает случай, происшествие, инцидент, то в данном произведении «incidental music» является таковой на нескольких уровнях смысла. Работа находится в коллекции Tate Modern, Лондон.

### Speakers' Corner
Работа Speakers' Corner (2002) представляет собой вырезанные из газет и журналов прямоугольники с цитатами, в которых весь текст также удален, так что остаются только кавычки, внутри которых — пустое пространство. Эти ажурные рамки приколоты булавками. Название этого ироничного произведения отсылает к Speakers' Corner — уголку оратора в лондонском Гайд-парке, где различные ораторы, проповедники и эксцентрики могут свободно высказаться перед слушателями на любую тему.

### Buenos Aires Tour
Инсталляция Buenos Aires Tour, (2003) была показана на 8-й Стамбульской биеннале в 2003. Это альтернативный маршрут через Буэнос-Айрес. Руководствуясь не значительностью какого-либо места, здания или объекта, а удачей и случайностью, Макки предлагает путешествие как поэтическую автономную структуру, образованную материалами, обнаруженными во время пути. Поскольку каждый тур нуждается в плане, Макки определил свой путь, разбив стекло над картой Буэнос-Айреса, использовав трещины на стекле как линии маршрута.

### Венецианская биеннале
Хорхе Макки представлял Аргентину на Венецианской биеннале в 2005. В сотрудничестве с Edgardo Rudnitzky он создал работу La ascención — звуковую и визуальную инсталляцию, в которой художник подчеркнул элементы, обусловленные местом экспозиции: религиозную архитектуру, барочный декор, фреску на потолке и музыкальную функцию помещения. Оратория — барочное здание XVIII века с почти квадратным в плане полом, алтарем и фреской «Успение Марии» на потолке, окруженной типичной барочной рамой из завитков. Вдоль боковых стен расположены балконы для музыкантов и певцов. Предложенная инсталляция состояла из батута, расположенного под фреской, такого же размера и формы как и роспись на потолке. Композитор Edgardo Rudnitzky написал произведение для виолончели и перкуссии, функцию которой исполнил акробат, прыгающий на батуте. Общая продолжительность произведения — 15 минут. Во время вернисажа демонстрировался перформанс в исполнении музыканта и акробата. В остальные дни выставки можно было услышать запись перформанса.

### Doppelgänger
Серия Doppelgänger (2005) стала результатом нескольких лет работы с полицейскими новостями из газеты «Crónica from Buenos Aires». Хорхе Макки заметил, что некоторые фразы повторяются в разных новостях: cuerpo sin vida (безжизненное тело), macabro hallazgo (мрачный вывод), cuerpos en avanzado estado de descomposición (тела в последней стадии разложения) и т. п. Для этого проекта художник выбрал пары новостей с одинаковыми фразами, сходными объёмами теста и положением фразы в тексте. Это позволило Хорхе Макки работать с симметричными формами, которые соприкасаются в одной точке, где новости имеют одинаковую фразу. Эта фраза работает как мост между двумя разными историями, формально идентичными, но разными по содержанию. «Doppelgänger» — немецкое слово для феномена двойников, с большим количеством примеров в литературе и кино.

### Машина времени
Time Machine (2005) — инсталляция в виде деревянного стола с пятью вмонтированными мониторами, которые видны через небольшие отверстия. На каждом мониторе демонстрируется повторяющийся фрагмент продолжительностью несколько секунд: слово «конец» из одного из пяти американских фильмов 1940-х («Foreign correspondant», «Spiral staircase», «Stagecoach», «From here to eternity», «Cloack and dagger»). Все мониторы невозможно увидеть одновременно из-за их размещения на столе. Звук, сопровождающий каждый фрагмент, также повторяется, но поскольку продолжительность каждого фрагмента различна, общая композиция все время меняется. «Машина времени» в данном случае — не машина для путешествия во времени, это машина, которая продуцирует настоящее время из каждого фильма, которое никогда не кончается или постоянно умирает.

### Сумерки
Работа Сумерки (недоступная ссылка) была создана в сотрудничестве с Edgardo Rudnitzky. В этой инсталляции лампочка скользит вниз по проволоке, пока не достигнет противоположного угла комнаты. Во время двадцатиминутного путешествия лампы через комнату, свет постепенно тускнеет, а звучащая музыка постепенно превращается в шум. То, что зритель может четко различить в начале произведения (свет и звуки), размывается и исчезает к концу. Эта работа впервые была показана на выставке «Firstsite» в Университете Эссекса в 2006.

### Little Music
Инсталляция и перформанс Little Music были созданы Хорхе Макки в сотрудничестве с Edgardo Rudnitzky для Биеннале Prospect 1 в Новом Орлеане(2008). Произведение находилось около городского парка, в Bayou Saint John, канале, который соединяет Миссисипи и озеро Pontchatrian. Художники переоборудовали пять катамаранов, на которых публика могла ездить (традиция, которая существовала до урагана «Катрина»). У каждого катамарана гребное колесо было соединено с большой калимбой, установленной за сидением (зубчики колеса задевали за клавиши инструмента, конструкция работала наподобие музыкального ящика). Таким образом, люди производили музыку, когда крутили педали. Звуки разных катамаранов смешивались, но звучали гармонично.

### Последняя минута
В 2009, для государственной пинакотеки в Сан-Пауло, Хорхе Макки совместно с Edgardo Rudnitzky создал работу Последняя минута. Произведение представляет собой огромные напольные часы, образ которых был навеян воьмиугольной формой комнаты, в которой они установлены. Одна секундная стрелка длиной шесть метров поворачивается на 360 градусов за минуту. На стрелке есть датчик контакта с полом для регистрации небольших неровностей. Сигнал передается на компьютер, который преобразует его в звук, направляемый в динамики. Последние выступают также противовесом, уравновешивающим стрелку. Поскольку стрелка движется, звук также перемещается все время. По окружности установлены вертикальные элементы, обозначающие 60 секунд.

## Персональные выставки
| - 2010 Музей современного искусства, Гент, Бельгия - 2009 Последняя минута, Project Octógono, Pinacoteca do Estado de São Paulo, Бразилия - 2008 Round Midnight, Peter Kilchmann Gallery, Цюрих, Швейцария - 2008 Anatomia da melancolia (недоступная ссылка), CGAC, Centro Gallego de Arte Contemporaneo, Сантьяго-де-Компостела, Испания - 2008 The singers' room, Galleria Continua, Сан-Джиминьяно, Италия - 2007 The anathomy of melancholy, Blanton Museum, Остин, США - 2007 Gallery night, Luisa Strina Gallery, Сан-Паулу, Бразилия - 2007 Monographic Exhibition, Santander Cultural, Mercosul Biennale, Порто-Алегре, Бразилия - 2007 Galeria Ruth Benzacar, Буэнос-Айрес, Аргентина - 2006 Light Music, two projects (Twilight y Single Room), Universtiy Gallery, University of Essex y Firstsite, Колчестер, Великобритания - 2006 Due volte nello stesso fiume, Galleria Continua, Сан-Джиминьяно, Италия | - 2006 Time machine, Kilchmann Martin Gallery, Мехико - 2005 Still song, Peter Kilchmann Gallery, Цюрих - 2005 Time machine, Galería Distrito4, Мадрид - 2005 Doppelgänger, Galeria Ruth Benzacar, Буэнос-Айрес - 2005 Doppelgänger, Casa encendida, Мадрид - 2005 La ascención, Венецианская биеннале 2005 - 2003 Buenos Aires Tour, Galería Distrito4, Мадрид - 2003 Galería Luisa Strina, Сан-Паулу - 2002 Fuegos de artificio, Ruth Benzacar Gallery, Буэнос-Айрес; ENAD, Обюссон, Франция - 2002 Fuegos de artificio, Mirta Demare Gallery, Роттердам - 2001 Le 10Neuf, Centre regional d’art contemporain, Monbéliard, Франция - 2001 Nocturno, Recoleta Cultural Center, Буэнос-Айрес - 1998 Incidental Music, University Gallery, Университет Эссекса, Англия | - 1998 Música incidental, Ruth Benzacar Gallery, Буэнос-Айрес - 1998 Evidencias circunstanciales, Museum of Modern Art Буэнос-Айрес - 1998 The wandering golfer, MUHKA (Музей современного искусства Антверпена), Бельгия - 1996 Extremely recent works , Duende Artists Initiative, Роттердам - 1995 Instituto de Cooperación Iberoamericana, Буэнос-Айрес - 1994 32 morceaux d’eau, Jorge Alyskewycz Gallery, Париж - 1993 Casal de Catalunya, Буэнос-Айрес - 1992 Francois Mitaine Gallery, Париж - 1991 Fundación Banco Patricios, Буэнос-Айрес - 1990 Alberto Elía Gallery, Буэнос-Айрес - 1989 Pinturas y retablos de fines del siglo XX, Alberto Elía Gallery, Буэнос-Айрес |

## Гранты и премии
| Гранты: - 2001 John Simon Guggenheim Memorial Foundation Fellowship - 2000 Fondo Nacional de las Artes, Аргентина - 1998 Fundacion Antorchas, Буэнос-Айрес - 1993—1994 Грант французского правительства - 1993—1994 Fundación Antorchas, Буэнос-Айрес | Резиденции: - 2005 ArtPace, San Antonio, Техас - 2005 Civitella Ranieri fellowship, Италия - 2005 Schloss Plüschow, Германия - 1996—1997 Delfina studios, Англия - 1996 Duende Artists Initiative, Роттердам - 1993—1994 Cité des Arts, Париж | Награды: - 2006 Aldo Pellegrin´s Award лучшему художнику года - 2000 First Prize, Banco de la Nación Argentina Prize, Recoleta Cultural Centre, Буэнос-Айрес - 1999 Leonardo Prize, National Museum of Fine Arts, Буэнос-Айрес - 1999 Ignacio Pirovano Prize молодому художнику года, Ассоциация критиков Аргентины - 1993 First Prize, Braque Prize, Fundación Banco Patricios. - 1990 First Prize, Fundación Nuevo Mundo Prize, Национальный музей изобразительных искусств, Буэнос-Айрес |

## Публичные коллекции
- Tate Modern, Лондон
- Fundación Banco de la Nación Argentina, Буэнос-Айрес
- Музей современного искусства Буэнос-Айреса
- Museo de Arte Contemporáneo de Rosario, Аргентина
- Museo de Arte Contemporáneo de Amberes (MUHKA), Бельгия
- Collection de la Province de Hainaut, Бельгия
- Museo de arte contemporáneo de Vigo, Испания
- MUSAC, Музей современного искусства, Леон, Испания
- Fundación Arco, Испания